# 茱莉亚·列侬
茱莉亚·列侬（英語：Julia Lennon，1914年3月12日—1958年7月15日），婚前姓“斯坦利”（Stanley），與其丈夫生下了英国音乐人约翰·列侬。在她的姐姐咪咪·史密斯向利物浦社会服务处投诉后，她把儿子约翰·列侬交给咪咪抚养。她后来与一名威尔士军人一夜风流后另有一个女儿，在家庭的压力下让她被他人收养。然后，她和约翰·“鲍比”·迪金斯（John 'Bobby' Dykins）一起育有两个女儿，茱莉亚和杰基。她从未和丈夫阿里弗雷德正式离婚，余生作为迪金斯普通法意义上的妻子生活。
茱莉亚被认为是一个冲动活泼，爱好音乐，有强烈幽默感的人。尽管咪咪非常反对，她教她的儿子弹班卓琴和尤克里里，并给买了他的第一把原声吉他。她和列侬保持了每日的联系，他在少年时期经常在她和迪金斯的家中过夜。1958年7月15日，茱莉亚在咪咪家附近的一条路上（251 Menlove Avenue），被一名下班了的警察开车撞倒后致死。她的去世对列侬的创伤很大，他写了几首关于她的歌曲，包括“Julia”和“Mother”。传记作者伊恩·麦克唐纳写道：“她在很大程度上……是她儿子的缪斯女神”。

## 脚注
1. ↑  MacDonald 2005，第327頁.